# Saint-Pern
Saint-Pern település Franciaországban, Ille-et-Vilaine megyében. Lakosainak száma 1003 fő (2022. január 1.). Saint-Pern Irodouër, Landujan, Longaulnay, Médréac, Miniac-sous-Bécherel és Plouasne községekkel határos.

## Népesség
A település népessége az elmúlt években az alábbi módon változott:
| Lakosok száma | 865  | 773  | 710  | 889  | 1005 | 1018 | 1033 | 1042 | 1042 | 1003 |
|               | 1968 | 1982 | 1990 | 2006 | 2013 | 2015 | 2017 | 2019 | 2020 | 2022 |